# Lurio conspicuus
Lurio conspicuus is een spinnensoort in de taxonomische indeling van de springspinnen (Salticidae).
Het dier behoort tot het geslacht Lurio. De wetenschappelijke naam van de soort werd voor het eerst geldig gepubliceerd in 1930 door Cândido Firmino de Mello-Leitão.